# Rio Real
Rio Real este un oraș în statul Bahia (BA) din Brazilia.